# Eclectus cornelia
Eclectus cornelia — вид папуг з родини Psittaculidae. Ендемік Індонезії.

## Поширення
Eclectus cornelia зустрічається виключно на острові Сумба на заході Малих Зондських островів. Населяє полог первинних і вторинних рівнинних лісів. Його можна зустріти від узбережжя до середньогір'я, і він може шукати їжу в прибережних чагарниках, густіших саванних лісах, на плантаціях, вторинних заростях і в садах, але для гніздування йому потрібні дуже великі листяні дерева з природними порожнинами.

## Опис
Eclectus cornelia більший за Eclectus roratus, самець має більш блідий зелений відтінок і має синіший хвіст. Самиця має повністю червоне оперення, за винятком первинних, які є темно-синіми, і їх можна відрізнити від Eclectus riedeli за відсутністю жовтого кольору на її хвості.